# Fucosidose
Fucosidose, häufig auch Fukosidose geschrieben oder als α-L-Fucosidase-Mangel bezeichnet, ist eine sehr seltene autosomal-rezessiv vererbte lysosomale Speicherkrankheit aus der Gruppe der Oligosaccharidosen.

## Ätiologie
Bei den von der Fucosidose betroffenen Patienten ist die Aktivität des Enzyms α-L-Fucosidase vermindert. Ursache für diesen Defekt sind Nonsense- oder Missense-Mutationen auf dem für α-L-Fucosidase kodierenden Gen (FUCA1), das sich auf Chromosom 1 Genlocus p34 befindet. Das Enzym katalysiert die Spaltung von L-Fucose und von Glycolipiden und Oligosacchariden, die Fucose enthalten. Das Substrat Fucose ist ein essenzielles Monosaccharid; genauer eine Hexose. Durch die verminderte Enzymaktivität reichert sich nicht metabolisierte Fucose oder fucosehaltige Verbindungen in den Zellen aller Geweben des Körpers an. Diese Ansammlungen führen zu Schädigungen der Zelle und der betroffenen Organe.
Beim Menschen liegt auf Chromosom 2 ein Pseudogen von FUCA1 und auf Chromosom 6 das polymorphe FUCA2-Gen. Das Genprodukt von FUCA2 kontrolliert die Enzymaktivität im Blutserum und in Fibroblasten. Bisher wurden über 20 unterschiedliche Mutationen von FUCA1 gefunden, die eine Fucosidose auslösen können.

## Prävalenz
Der α-L-Fucosidase-Mangel ist eine sehr seltene Erkrankung, deren Prävalenz etwa bei 1 : 1 Million liegt. Weltweit wurden bisher weniger als 100 Patienten beschrieben, von denen etwa 20 aus Süditalien in den Ortschaften Grotteria und Mammola im Bereich von Reggio Calabria stammen. Eine weitere Patientenhäufung findet sich im Südwesten der Vereinigten Staaten in New Mexico und Colorado. Bei den bisher bekannten 45 betroffenen Familien besteht zu 40 % Blutsverwandtschaft. Die hohe Prävalenz in diesen Populationen lässt sich teilweise durch den Gründereffekt erklären.

## Symptomatik und Diagnostik
Zwei Verlaufsformen der Erkrankung werden unterschieden, deren Übergänge jedoch fließend sind. Der klinisch schwerere Typ 1 beginnt im Alter zwischen 3 und 18 Monaten. Typ 2 beginnt zwischen dem 12. und 24. Monat und ist durch einen weniger progressiven Krankheitsverlauf gekennzeichnet. Die Lebenserwartung bei Typ 2 ist höher als bei Patienten mit Typ 1. Daneben wird ein dritter Typus der Erkrankung diskutiert, der bei zwei niederländischen Patienten beschrieben wurde. Es handelt sich um eine weniger stark ausgeprägte, mehr juvenile Form der Erkrankung, bei der keine Angiokeratome auftreten.
Typische Symptome der Fucosidose sind Deformationen des Gesichts (Gesichtsdysmorphie) und Fehlbildungen des Skeletts, schwere geistige Retardierung, Krampfanfälle, Vergrößerung der Leber (Hepatomegalie), Milz (Splenomegalie) und des Herzens (Kardiomegalie). Daneben sind Gehörlosigkeit und Angiokeratome zu beobachten.
Diagnostisch lässt sich die Fucosidose durch chromatografische Analyse des Urins der Patienten bestimmen. Die Aktivitätsbestimmung der α-L-Fucosidase in den Leukozyten kann im Labor den Befund absichern. Ein Gentest ist in den meisten Fällen nicht notwendig.

## Therapie
Die bisher einzige, nicht-symptomatische, Behandlung mit kurativem Ansatz ist die Knochenmarkstransplantation. Da bisher weltweit erst zehn Patienten so behandelt wurden, kann dieser Therapieansatz noch nicht abschließend beurteilt werden. Die Methode wurde zuerst an Hunden erfolgreich erprobt.

## Prognose
Die ersten 1969 von Paolo Durand und Kollegen beschriebenen Patienten verstarben alle vor Erreichen des fünften Lebensjahrs. In einer späteren Studie mit einer größeren Patientenzahlen verstarben dagegen nur 9 % der Patienten vor dem fünften Lebensjahr und 64 % erreichten die zweite Lebensdekade.

## Erstbeschreibung
Die Fucosidose wurde erstmals 1966 von Paolo Durand und Kollegen bei zwei italienischen Kindern beschrieben und als lysosomale Speicherkrankheit erkannt. H. Loeb und Kollegen stellten drei Jahre später den Mangel an aktiver α-L-Fucosidase als Ursache der Erkrankung fest.

## Veterinärmedizin
In der Veterinärmedizin ist die Canine Fucosidose eine vor allem beim English Springer Spaniel verbreitete Erbkrankheit.